# Johan Dahlin
Johan Helge Dahlin, född 8 september 1986 i Trollhättan, är en svensk fotbollsmålvakt som spelar för Malmö FF. Han spelade i Fotbollsallsvenskan för laget säsongerna 2009–2013, och återkom 2017.
Johan Dahlin är äldre bror till fotbollsmålvakten Erik Dahlin och son till Stefan "Tarzan" Dahlin som på 1980-talet var målvakt i IF Elfsborg.

## Karriär
Dahlin växte upp i Trollhättan och under ungdomstiden tränades han och brodern Erik av fadern Stefan Dahlin, som bland annat var reservmålvakt i IK Oddevold under 90-talet. Han flyttade senare till Lyn i Norge, där han studerade vid Norges Toppidrettsgymnas i Bærum innan han så småningom blev upplockad till Lyns A-lagstrupp 2006. Han spelade 30 ligamatcher för Lyns A-lag. Under 2008 var Dahlin utlånad till Trelleborgs FF och hann då göra fjorton allsvenska matcher. 
I juli 2009 flyttade Dahlin hem till Sverige och den allsvenska klubben Malmö FF. Han vann sitt första SM-guld 2010, efter att Malmö vunnit Allsvenskan 2010. Han ingick även i det Malmö FF som vann Allsvenskan 2013.
Dahlin debuterade för FC Midtjylland den 23 februari 2015 i en 3–0-vinst över Odense BK.
Den 26 juni 2017 återvände Dahlin till Malmö FF, där han skrev på ett 3,5-årskontrakt. I januari 2019 förlängde han sitt kontrakt till och med 2023.
Den 27 september 2023 offentliggjordes att Dahlin förlängt sitt kontrakt med ett år. Det nya kontraktet sträcker sig över säsongen 2024.
I den avgörande straffläggningen i cupfinalen 2023/2024 räddade Dahlin straffar från Haris Radetinac och Tobias Gulliksen. MFF vann straffläggningen med 4–1 och tog med det hem segern i tävlingen.

## Meriter
Malmö FF
- Allsvenskan: 2010, 2013, 2017, 2020, 2021, 2023, 2024
- Svenska Supercupen: 2013
- Svenska cupen: 2021/2022, 2023/2024